# Rincón de Cedeños
Rincón de Cedeños är en ort i Mexiko.   Den ligger i kommunen Hidalgo och delstaten Michoacán de Ocampo, i den södra delen av landet, 150 km väster om huvudstaden Mexico City. Rincón de Cedeños ligger 2 116 meter över havet och antalet invånare är 1 494.
Terrängen runt Rincón de Cedeños är kuperad. Runt Rincón de Cedeños är det ganska tätbefolkat, med 90 invånare per kvadratkilometer. Närmaste större samhälle är Ciudad Hidalgo, 2,5 km nordost om Rincón de Cedeños. I omgivningarna runt Rincón de Cedeños växer huvudsakligen savannskog.